# Megadeth

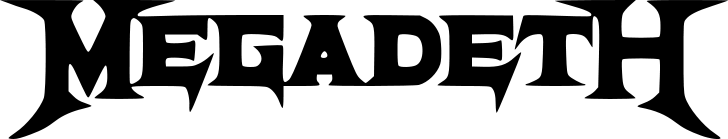
Logotyp zespołu

Megadeth – amerykańska grupa muzyczna założona w kwietniu 1983 roku w Los Angeles w Kalifornii. Powstała z inicjatywy Dave’a Mustaine’a i Dave’a Ellefsona. Nazwa zespołu to fonetyczne brzmienie angielskiego (megadeath) określenia hipotetycznej jednostki miar, oznaczającej liczbę miliona osób, które zginęłyby w wyniku eksplozji nuklearnej. Formacja reprezentuje takie style muzyczne jak thrash metal, speed metal, heavy metal i metal progresywny.
Nakład ze sprzedaży wszystkich płyt grupy wynosi ponad 38 milionów egzemplarzy na całym świecie. Zespół zdobył sześć platynowych płyt i siedem nominacji do nagród Grammy. Należy do Wielkiej Czwórki Thrash Metalu, razem z zespołami Metallica, Slayer i Anthrax. Otrzymali nagrodę Grammy w kategorii Best Metal Performance w 2017 roku.
Muzyka Megadeth charakteryzuje się dynamicznymi kompozycjami z bardzo szybko i agresywnie granymi riffami gitar. Łatwo rozpoznawalny jest również śpiew Dave’a Mustaine’a.

## Historia

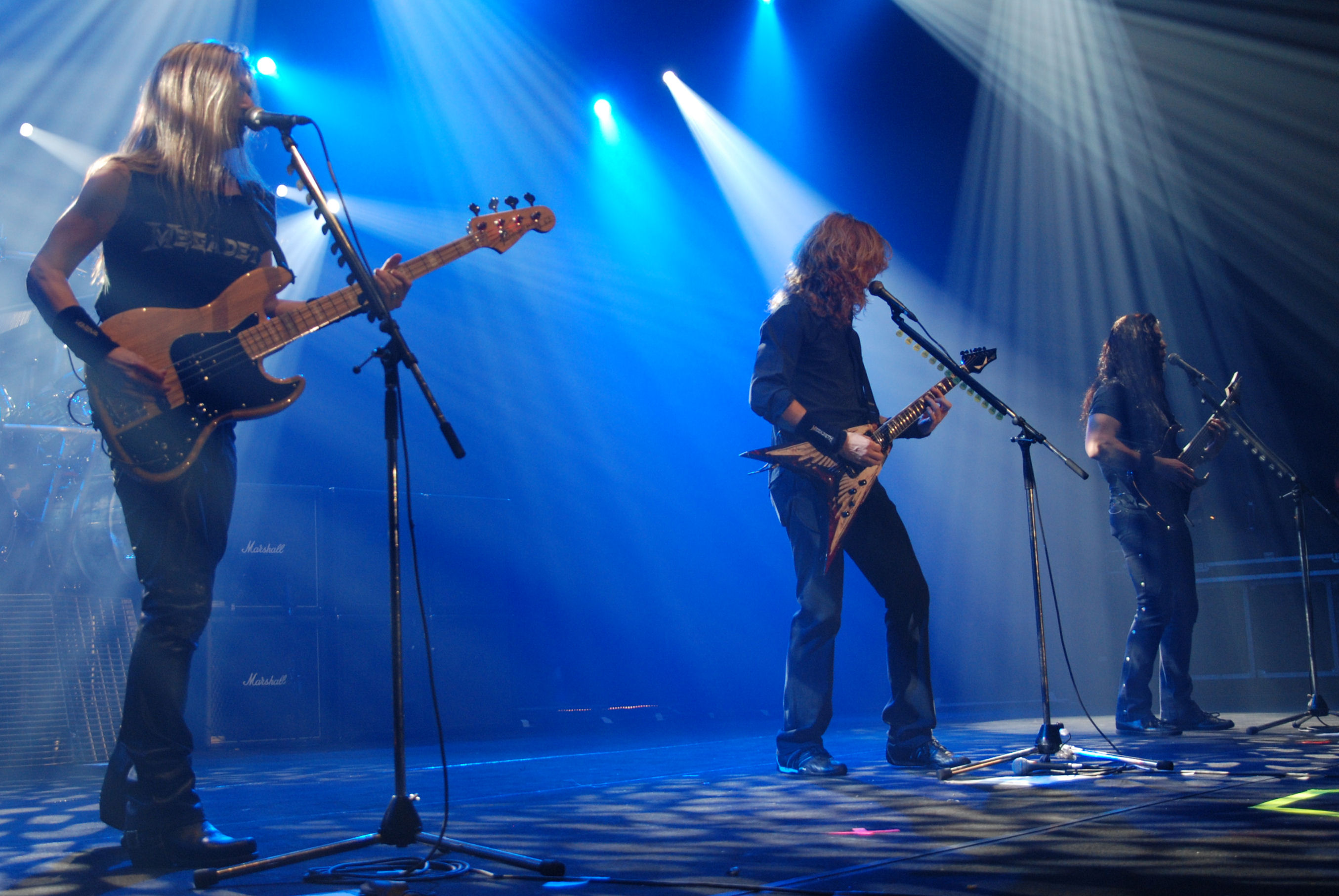
Megadeth podczas Metalmanii w 2008 roku

### Początki (1983–1984)
Wiosną 1983 roku z zespołu Metallica został wyrzucony Dave Mustaine. Przepełniony złością muzyk postanowił założyć własny zespół. Wkrótce Mustaine poznał przypadkiem basistę Davida Ellefsona, gitarzystę Grega Handevidta i perkusistę Dijona Carruthersa. Muzycy założyli w Los Angeles Megadeth. Pod koniec roku Carruthersa zastąpił Lee Rausch. Po półrocznych poszukiwaniach wokalisty, Dave zdecydował się stanąć za mikrofonem. W 1984 roku zespół wyruszył w pierwszą trasę koncertową, podczas której na gitarze grał Kerry King ze Slayera. Jakiś czas później Lee Rausch został zastąpiony przez Gara Samuelsona, do Megadeth dołączył też gitarzysta Chris Poland. W tym składzie Megadeth nagrał demo Last Rites. Zespół podpisał kontrakt na trzy albumy z wytwórnią Combat Records.

### Killing Is My Business... and Business Is Good!(1985)
We wczesnych miesiącach 1985 roku zespół otrzymał 8000 dolarów od wytwórni Combat Records na nagranie i wyprodukowanie debiutanckiego albumu. Jednak po wydaniu połowy budżetu na narkotyki i alkohol zespół był zmuszony do zwolnienia producenta i nagrania albumu samodzielnie. Mimo niskiej jakości dźwięku, Killing Is My Business... and Business Is Good! został wydany w maju 1985 roku. Album został dobrze przyjęty i określony jako mieszanka elementów charakterystycznych dla thrash metalu i speed metalu.
Album zawiera cover utworu „These Boots Are Made for Walking” Nancy Sinatry z tekstem zmienionym przez Mustaine’a. Utwór wywołał niemałe kontrowersje w późniejszych latach, kiedy oryginalny autor, Lee Hazlewood, mniemał, że Mustaine zmienił tekst utworu na „vile and offensive” i zażądał, by piosenka została usunięta z albumu. Pod groźbą pozwu utwór został usunięty ze wszystkich wydawnictw sprzed 1995 roku. W 2002 jednak ukazała się reedycja albumu z częścią piosenki, chociaż z przerobionym tekstem, ocenzurowanym przez dźwięk „beep”. We wkładce tejże wersji albumu Killing Is My Business... and Business Is Good!, Mustaine mocno skrytykował Hazlewooda i zauważył, że otrzymał on zapłatę 10 lat przed jego sprzeciwem wobec alternatywnej wersji.
Latem 1985 roku grupa odbyła pierwsze tournée po Stanach Zjednoczonych i Kanadzie, promując swój debiutancki album i będąc supportem przed Exciter. Tuż przed rozpoczęciem tournée Chris Poland opuścił niespodziewanie zespół. Został szybko zastąpiony przez gitarzystę, dołączonego do zespołu jedynie na trasę koncertową, Mike’a Alberta. Poland powrócił do Megadeth w październiku 1985, na krótko przed tym, jak muzycy rozpoczęli pracę nad ich drugim albumem dla Combat Records.

### Peace Sells... but Who’s Buying?(1986)
Ukończony w marcu 1986 roku drugi album był źle zmiksowany i miał niską jakość. Sfrustrowani muzycy podpisali kontrakt z wytwórnią Capitol Records, która wykupiła od Combat Records prawa do Peace Sells... But Who’s Buying? oraz do następnego albumu grupy. Zremiksowany album ukazał się ostatecznie w listopadzie 1986 roku. W roku następnym osiągnął status platynowej płyty. Był ogromnym sukcesem komercyjnym, zyskał przychylność krytyków, a w samych Stanach sprzedał się w ponad milionie kopii.
Album był kamieniem milowym w muzyce thrashmetalowej, został określony jako: „jedno z wydawnictw o największym wpływie na muzykę metalową w tej dekadzie, i z pewnością jeden z kilku albumów rzeczywiście i definitywnie thrashmetalowych”.
Tytułowy utwór został wybrany do pierwszego w historii Megadeth teledysku. Był on często pokazywany w Headbangers Ball na MTV. „Peace Sells” został sklasyfikowany na 11. miejscu w rankingu „40 Greatest Metal Songs” prowadzonym przez amerykańską stację muzyczną VH1. Intro tej piosenki przez lata było używane jako „theme” w „MTV News”.
Album ten był też pierwszym, którego okładkę zaprojektował Ed Repka. Zaprojektował on maskotkę zespołu (Vic Rattlehead) i stworzył większość „artworków” zespołu w następnych latach. Peace Sells... but Who’s Buying?! był sukcesem, dzięki któremu zespół został zaliczony do tzw. Wielkiej Czwórki Thrash Metalu.
W 1987 roku Megadeth wyruszył w pierwszą trasę koncertową poza Stanami Zjednoczonymi. W lutym Megadeth supportował Alice Coopera w trakcie trasy koncertowej Constrictor. Cooper, zaalarmowany narkotykowym uzależnieniem członków Megadeth, zwołał ich w swoim autobusie pewnej nocy i przestrzegł przed stałym zażywaniem drogich narkotyków.
W marcu Megadeth rozpoczął swoją pierwszą światową trasę koncertową. Początek miał miejsce w Wielkiej Brytanii, gdzie jako support wystąpiły grupy Overkill i Necros. W trakcie trasy koncertowej Gar Samuelson nie panował nad uzależnieniem od alkoholu, zachodziła obawa, że nie dotrwa do końca tournée. Został więc zastąpiony przez swojego technicznego, Chucka Behlera, a po finałowym występie trasy koncertowej (czerwiec 1987) został wyrzucony z zespołu. Z Megadeth usunięty został też Chris Poland, który sprzedał instrumenty zespołu, a zarobione w ten sposób pieniądze przeznaczył na używki (utwór „Liar” opowiada właśnie o uzależnieniu Polanda). Na jego miejsce przyszedł Jay Reynolds, który jednak tuż przed rozpoczęciem sesji nagraniowej trzeciego albumu został zastąpiony przez swego nauczyciela gry na gitarze, Jeffa Younga, który dołączył do Megadeth na sześć tygodni, w czasie nagrywania ich trzeciego albumu. W tym składzie muzycy zaczęli nagrywać materiał na nowy album.

### So Far, So Good... So What!(1987–1989)
Z budżetem na miarę niezależnej wytwórni muzycznej i producentem Paulem Lanim, Megadeth przystąpił do nagrywania trzeciego albumu studyjnego, So Far, So Good... So What!. Nagrania trwały pięć miesięcy, były przerywane przez narkotykowe problemy Mustaine’a. Lider powiedział później: „Produkcja So Far, So Good... So What! była okropna, najczęściej odpowiednio do substancji lub priorytetów, które posiadaliśmy, lub których nie posiadaliśmy w danym momencie.” Mustaine kłócił się też z producentem Paulem Lanim. Konflikt rozpoczął się od decyzji Laniego, by perkusja i talerze zostały nagrane oddzielnie (niesłyszalny proces dla perkusisty rockowego). W trakcie miksowania albumu Mustaine odsunął Laniego od produkcji i zastąpił go producentem Michealem Wagenerem.
So Far, So Good... So What! ukazał się w lutym 1988 roku, zdobył status platynowej płyty w Stanach Zjednoczonych. Został źle przyjęty przez krytyków: według AllMusic w albumie „brakowało koncepcyjnej jedności i muzycznego kąsania”, płyta „miała brzmieć groźnie, a głównie brzmi jak zderzenie się ze sobą wymuszonego i „małoletniego” stylu.”
Album zawiera singel „In My Darkest Hour”, dedykowany zmarłemu basiście Metalliki, Cliffowi Burtonowi. Napisany przez Mustaine’a singel stał się ulubionym utworem fanów Megadeth, odtąd grany był na prawie każdym koncercie grupy. So Far, So Good... So What! zawiera też cover utworu Sex Pistols, „Anarchy in the U.K.”, z alternatywnym tekstem Mustaine’a (który później przyznał się, że usłyszał go źle).
W tym samym czasie Dave Mustaine pomagał nagrać i produkuje debiutancki album Sanctuary – Refuge Denied.
W czerwcu 1988 roku Megadeth wystąpił w filmie dokumentalnym Penelope Spheeris The Decline of Western Civilization II: The Metal Years. Opowiada o dziejach metalowej sceny w Los Angeles, w późnych latach 80., skupiając się głównie na glam metalu. Na nagraniu do Rusted Pieces Dave Mustaine nazwał tę produkcję wielkim rozczarowaniem, które pokazywało zespół razem z „a bunch of shit bands”. Penelope Spheeris nagrywa także teledyski do „In My Darkest Hour”, „Wake Up Dead” i „Anarchy in the UK”.
W lutym 1988 roku Megadeth rozpoczął światowe tournée promujące So Far, So Good... So What!, grał jako support dla Dio na koncercie w Europie. Następnie grupa przyłączyła się do letniej trasy koncertowej Iron Maiden, promującej album Seventh Son of a Seventh Son na terenie Stanów Zjednoczonych. Zauważając problemy z perkusistą, Mustaine zatrudnił Nicka Menzę jako jego technicznego. W czasie trasy był on gotowy zastąpić Behlera w razie gdyby nie był on w stanie dotrwać do jej końca.
W sierpniu 1988 roku Megadeth pojawił się na festiwalu Monsters of Rock w Castle Donnington, w Wielkiej Brytanii, w otoczeniu takich grup jak KISS, Iron Maiden, Helloween czy Guns N’ Roses. Grupa występowała przed publiką liczącą ponad 100 000 osób. Zespół został wkrótce dodany do europejskiej trasy Monsters of Rock, ale opuścił ją przed pierwszym występem na skutek powrotu Davida Ellefsona do Stanów Zjednoczonych w celu podjęcia leczenia odwykowego. Wkrótce po tym Mustaine zwolnił perkusistę Chucka Behlera i gitarzystę Jeffa Younga, anulował też plany związane z australijską trasą koncertową w 1988 roku. „On the road, things escalated from a small border skirmish into a full-on raging war”. Później wycofał to zdanie na rzecz nowej opinii – „I think a lot of us were inconsistent (on the 1988 tour) because of the guy we were waiting for after the show”.
W roku 1989 przyszłość zespołu stanęła pod znakiem zapytania. Mustaine coraz bardziej uzależniał się od narkotyków. Behlera zastąpił dotychczasowy techniczny – Nick Menza, ale brakowało gitarzysty. W tym składzie zespół nagrał tylko jeden utwór – cover „No More Mr. Nice Guy” Alice Coopera na ścieżkę dźwiękową do filmu Shocker. Wkrótce Mustaine został zatrzymany za jazdę samochodem pod wpływem niedozwolonych substancji (w szpitalu wykryto ich 9) i zmuszony do przejścia przez program odwykowy. Przez cały rok zespół nie koncertował.

### Rust in Peace(1990–1991)
Po niespodziewanym otrzeźwieniu Mustaine’a, Megadeth rozpoczął długie poszukiwania nowego gitarzysty. Przesłuchano m.in. Erica Meyera z Dark Angel, Lee Altusa z Heathen i Dimebaga Darrella z Pantery. Darrell nie chciał grać bez swojego brata, perkusisty Pantery, Vinniego Paula Abbotta, a ponieważ Nick Menza został dopiero co zatrudniony, oferta Darrella została rozpatrzona negatywnie. Ostatecznie Megadeth zdecydował się na Marty’ego Friedmana z Cacophony. Mustaine początkowo odrzucił Friedmana dlatego, że ten posiadał kolorowe włosy, ale po doświadczeniu tego, co Mustaine nazywa „Rock Star 101”, Friedman oficjalnie dołączył do Megadeth w lutym 1990 roku.
W takim składzie Megadeth wkroczył do Rumbo Studios w marcu 1990 roku, by nagrać – jak się wkrótce miało okazać – najlepiej sprzedający się album – Rust in Peace. Pracę nadzorował producent Mike Clink, pierwszy, który towarzyszył Megadeth w nagrywaniu albumu od początku do końca. Rust in Peace to pierwszy album, przy nagrywaniu którego muzycy pracowali bez alkoholu i narkotyków.
Świat usłyszał Rust in Peace po raz pierwszy 24 września 1990 roku. Album zadebiutował na 23. miejscu listy Billboard Top 200 w USA i 8. pozycji na liście brytyjskiej. AllMusic nazwał Rust in Peace „Najmocniejszą muzyczną próbą ze strony Megadeth”. Album sprzedał się w liczbie ponad miliona kopii w samym USA, był nominowany do Grammy w 1991 i 1992 roku w kategorii Best Metal Performance.
Z albumu zostały wyodrębnione single: „Holy Wars... The Punishment Due” i „Hangar 18”. Do obu utworów zostały nakręcone teledyski.
We wrześniu 1990 roku Megadeth dołączył do Slayera, Testamentu i Suicidal Tendencies na europejskiej trasie koncertowej „Clash of the Titans”. W październiku zespół był supportem dla Judas Priest, promującego album Painkiller. Punktem kulminacyjnym tej trasy był koncert dla 140 000 osób w styczniu 1991 roku na Rock in Rio w Brazylii. Po sukcesie europejskiego Clash of the Titans, jego amerykańska edycja ruszyła w maju 1991 roku. Oprócz Megadeth w trasę wyruszyli: Anthrax, Slayer i Alice in Chains.
W lipcu utwór „Go to Hell” trafił na soundtrack do filmu Bill & Ted's Bogus Journey, a niedługo później „Breakpoint” został zawarty na ścieżce filmowej kinowej produkcji na podstawie gry Super Mario Bros. W 1991 roku Megadeth wydał pierwszą pozycję w swojej wideografii – Rusted Pieces, która zawiera sześć teledysków, a także wywiad z zespołem.

### Countdown to Extinction(1992–1993)

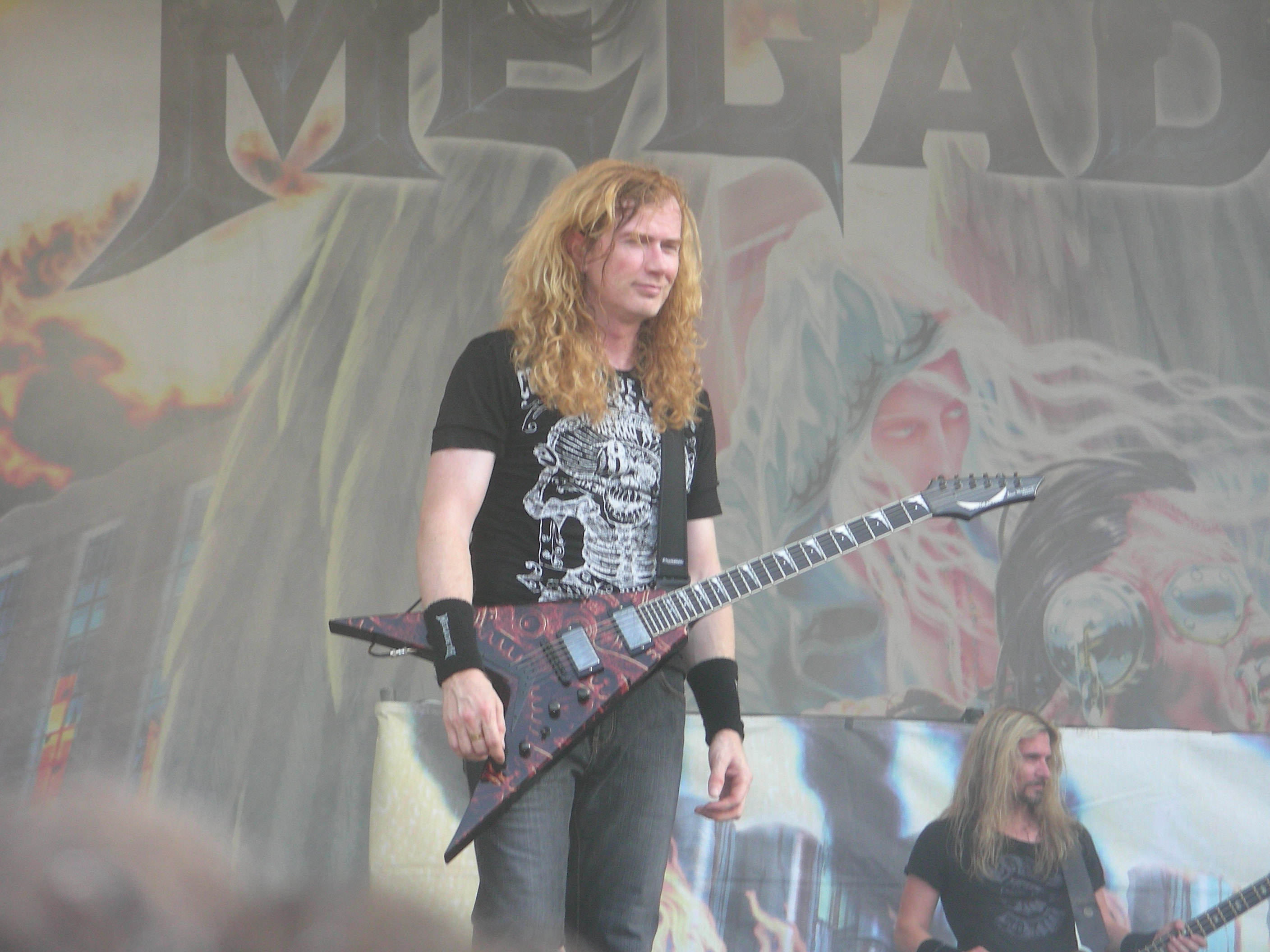
Dave Mustaine podczas koncertu
30 czerwca 2007 roku

W styczniu 1992 roku Megadeth wkroczył do Enterprise Studios w Burbank razem z producentem muzycznym Maxem Normanem. 4 miesiące intensywnej pracy w studiu poskutkowało stworzeniem albumu, który odniósł największy komercyjny sukces w historii zespołu – Countdown to Extinction. Był to pierwszy album Megadeth, do którego kompozycje były współtworzone przez wszystkich członków zespołu. Nazwę albumu oraz tekst do utworu tytułowego podsunął i stworzył perkusista, Nick Menza.
Album ukazał się 14 lipca 1992 roku, zadebiutował na drugim miejscu amerykańskiej listy Billboard Top 200 oraz na piątym miejscu w brytyjskiej wersji tego samego rankingu. Countdown to Extinction szybko osiągnął status podwójnej platynowej płyty w USA i zdobył nominację do Grammy w kategorii Best Metal Performance w 1993 roku.
W listopadzie Megadeth wydał drugą pozycję w swojej wideografii – Exposure of a Dream.
Miesiąc później Megadeth wraz z Panterą i Suicidal Tendencies rozpoczął światową trasę koncertową, następnie wyruszył wraz ze Stone Temple Pilots w trasę północnoamerykańską. W lutym Dave Mustaine próbował popełnić samobójstwo, przedawkowując valium. Muzyk trafił do szpitala, trasa koncertowa została przerwana (odwołane zostały także koncerty w Japonii). Dwa miesiące później Megadeth nagrał utwór „Angry Again”, który znalazł się później na soundtracku do filmu Bohater ostatniej akcji i został nominowany do Grammy w 1994 roku.
W czerwcu 1993 roku Megadeth wrócił na scenę, pojawiając się jako „gość specjalny” Metalliki na festiwalu Milton Keynes Bowl. Po raz pierwszy od 10 lat Mustaine i członkowie Metalliki grali na tej samej scenie. Do „zbliżenia” zachęcał sam Mustaine, mówiąc na scenie: „The ten years of bullshit is over between Metallica and Megadeth!”. Megadeth grał także jako support Aerosmith na amerykańskiej trasie promującej album Get A Grip (ze względu na konflikty między artystami, Megadeth został wyrzucony z trasy po siedmiu wspólnych koncertach), oraz otwierał koncerty Iron Maiden podczas europejskiej trasy tej grupy.
Megadeth wrócił do studia, gdzie nagrał utwór „99 Ways to Die”, który pojawił się później w filmie The Beavis and Butt-Head Experience. Utwór został nominowany do Grammy w 1995 roku w kategorii Best Metal Performance.

### Youthanasia(1994–1995)
Na początku 1994 roku Megadeth zaczynał nagrywać materiał na nowy album. Ze względu na problemy ze sprzętem znajdującym się w Phase Four Studios w Phoenix, Mustaine zdecydował się na nagrywanie materiału w swoim własnym domu. Ostatecznie jednak zespół stworzył swoje własne studio w wynajętym magazynie w Phoenix. Miejsce to zostało później nazwane „Fat Planet in Hangar 18”. Nagrywanie albumu zostało uwiecznione na taśmie i wydane później jako Evolver: The Making of Youthanasia.
Po ośmiu miesiącach spędzonych w studiu, album Youthanasia ukazał się 31 października 1994 roku. Zadebiutował na 4. miejscu na liście Billboard Top 200. Zyskał status złotej płyty w Kanadzie w 30 minut, a w USA osiągnął status platynowej płyty szybciej, niż jakikolwiek inny album Megadeth. Za sprawą producenta, którym nadal był Max Norman, utwory Megadeth ciągle kierowały się w stronę wolniejszego tempa i bardziej „komercyjnego” grania, czyli stylistyki zapoczątkowanej na Countdown to Extinction.
Zespół zatrudnił fotografa mody Richarda Avedona, by stworzył ich nowy wizerunek. Muzycy zastąpili jeansy i podkoszulki bardziej stylowym ubiorem.
Powstała strona internetowa grupy, znana jako „Megadeth, Arizona”. Fani mogli czatować w „Mega-diner”, za pomocą poczty elektronicznej korespondować z członkami zespołu, składać prośby o zagranie konkretnych piosenek na koncertach, czytać wiadomości o grupie i pamiętniki muzyków z tras koncertowych.
Pierwszy singel z Youthanasii, „Train of Consequences”, znalazł się na 29. miejscu na Billboard’s Mainstream Rock chart, po czym pojawił się w Late Show with David Letterman w listopadzie 1994 roku, poprzedzając ukazanie się drugiego singla – „A Tout le Monde”. Do utworu „À Tout Le Monde” nakręcono również teledysk, przed którego emisją wzbraniało się MTV, ponieważ klip miał nakłaniać do samobójstwa.
Promocja nowego albumu rozpoczęła się w Południowej Afryce w listopadzie 1994 roku. Trwała 11 miesięcy i była najbardziej ekstensywną i wyczerpującą w historii grupy. Megadeth grał wspólnie z Corrosion of Conformity w Europie i USA, oraz z Flotsam and Jetsam, Kornem i Fear Factory w USA. Kulminacyjny występ miał miejsce na festiwalu Monsters of Rock w Brazylii, gdzie grupa wystąpiła obok Alice’a Coopera i Ozzy’ego Osbourne’a.
W styczniu 1995 roku utwór „Diadems” pojawił się na ścieżce dźwiękowej do filmu Tales from the Crypt Presents: Demon Knight. Megadeth coverował następnie utwór „Paranoid”, przeznaczając go na trybut Nativity in Black, poświęcony Black Sabbath. Wersja w wykonaniu Megadeth otrzymała nominację do Grammy w 1996 roku w kategorii
Best Metal Performance. Była to już szósta nominacja w karierze zespołu.
W marcu 1995 roku Megadeth wydał specjalną edycję Youthanasii, przeznaczoną dla europejskich słuchaczy. Edycja zawierała Hidden Treasures ze wszystkimi utworami Megadeth przeznaczonymi na wszelkiego rodzaju soundtracki, trybuty, kompilacje plus cover Sex Pistols – Problems. Na żądanie fanów jeszcze w tym samym roku bonusowy dysk został wydany jako minialbum także w USA i Japonii.

### Cryptic Writings(1996–1998)
W 1996 roku muzycy Megadeth skupiają się na własnych, indywidualnych projektach – o samym zespole jest cicho.
Dave Mustaine wraz z Lee Vingiem z Fear, Kelly LeMieuxem i Jimmym DeGrasso pracuje nad projektem MD.45 – efektem współpracy muzyków jest album The Craving wydany 29 maja 1996 roku w Japonii i 23 lipca na świecie.
David Ellefson świętuje narodziny syna – Romana Alexandra (luty 1996), zajmuje się też produkcją albumu Multiples of Black grupy Helstar. W 1997 David Ellefson wydaje także książkę „Making Music Your Business: A Guide for Young Musicians”,
Marty Friedman wydaje trzeci solowy album – True Obsession  – za perkusją kolejny raz zasiada Nick Menza.
Od sierpnia 1996 roku Megadeth rozpoczyna pracę nad nowym albumem, którego producentem zostaje Dan Huff. W tym samym czasie managerem zespołu zostaje Bud Prager. Pod jego wpływem zespół zmienia tytuły wielu utworów, a także zastępuje roboczy tytuł albumu – Needles and Pins nazwą Cryptic Writings.
Cryptic Writings ukazuje się 17 czerwca 1997 roku, zajmuje pozycję #10 na liście Billboard Top 200 oraz pokrywa się złotem u USA. Utwór „Trust” jest nominowany do nagrody Grammy w 1998 roku w kategorii Best Metal Performance.
Jeszcze w czerwcu, po rocznej przerwie w koncertowaniu, Megadeth wyrusza w światową trasę koncertową z The Misfits, następnie odbywa tournée w USA z grupami Life of Agony i Coal Chamber. W lipcu występuje na Ozzfescie, ale gra bez Menzy, którego problemy zdrowotne uniemożliwiają grę na perkusji. Czasowo zastępuje go Jimmy DeGrasso, który ostatecznie zostaje z zespołem, gdy na jaw wychodzi fakt, że Menza kłamał, że ma raka.
W 1998 dwa utwory Megadeth – cover „Grabbag” Lee Jacksona oraz „New World Order” zostają wykorzystane przy tworzeniu gry Duke Nukem.

### Risk(1999–2000)

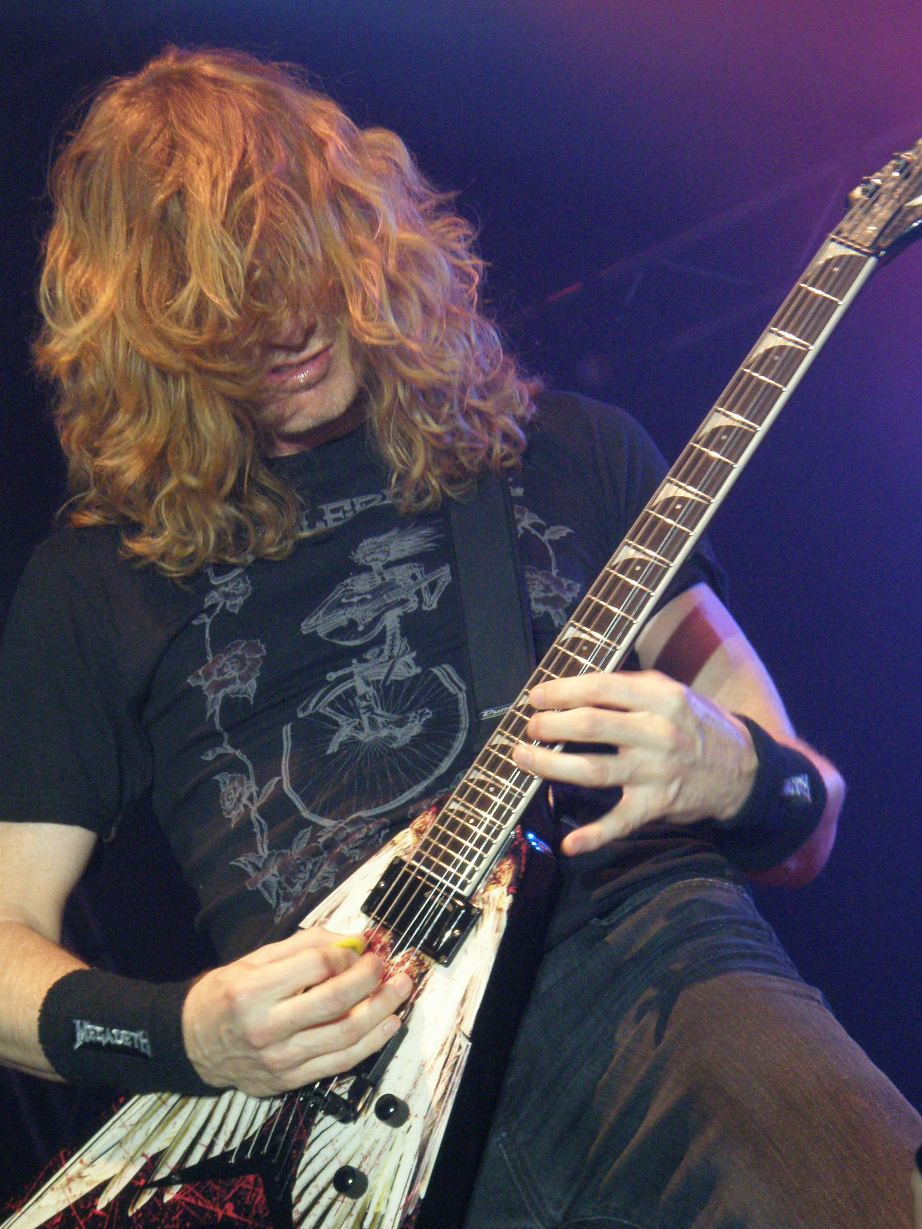
Dave Mustaine podczas koncertu
7 marca 2008 roku

Na początku roku 1999 muzycy wkraczają do studia, by nagrać materiał na nowy album. W trakcie nagrywania narasta konflikt między Marty Friedmanem a Dave Mustainem. Friedman chce nagrywać bardziej popowe kawałki, traci zainteresowanie metalem, ponadto jest wściekły, bo bez jego wiedzy i zgody zamieniono jego solówkę z Breadline solówką Mustaine’a. Ostatecznie nowa płyta jest tak różna od poprzednich, że Capitol Records początkowo chce wydać ją jako dzieło samego Dave Mustaine’a, wokalista jednak nie zgadza się na to i ostatecznie Risk ukazuje się jako album Megadeth.
Risk, wyprodukowany przez Danna Huffa ukazuje się 31 sierpnia 1999 roku. Krążek jest sporym zaskoczeniem dla fanów Megadeth – gitary stanowią tylko tło muzyczne, album jest raczej rockowy z wyraźnymi wpływami disco, electro i dance. Świadectwem słabości tego wydawnictwa jest fakt, że jest to ostatni dotychczasowy album Megadeth, który zdobył status złotej płyty, i pierwszy od 1985 roku, który nie pokrył się platyną.
Utwór „Crush’em” trafia na ścieżkę dźwiękową filmu Uniwersalny żołnierz: Powrót.
W sierpniu grupa nagrywa cover utworu Black Sabbath – „Never Say Die”, który trafia na drugą płytę tribute albumu Nativity in Black.
We wrześniu Megadeth wyrusza w trasę koncertową z Iron Maiden, w trakcie której Marty Friedman informuje, że zdecydował się opuścić zespół. Pozostaje w grupie do stycznia 2000 roku, kiedy na jego miejsce przychodzi Al Pitrelli.
W maju 2000 roku, zaledwie w miesiąc po rozpoczęciu pracy nad nowym albumem, Megadeth otrzymuje propozycję wspólnej trasy z Mötley Crüe i Anthraxem. Zespół zawiesza prace w studio i wyrusza w tournée. Obejmująca Amerykę Północną trasa trwa całe lato.
Jesienią Megadeth rozstaje się z Capitol Records po 15 latach współpracy. Wytwórnia wypuszcza kompilację Capitol Punishment: The Megadeth Years, zawierającą największe hity grupy i dwa nowe utwory pochodzące z materiału nagranego na najnowszą płytę.
Zespół podpisuje umowę z Sanctuary Records. Wytwórnia wykupuje od Capitol Records prawa do materiału nagranego z myślą o Capitol Punishment: The Megadeth Years. Kilka utworów zostaje zmienionych, powstaje kilka nowych i tak zostaje stworzony album The World Needs a Hero

### The World Needs a Hero(2001–2002)
Wydany 15 maja 2001 roku The World Needs a Hero jasno wskazuje na powrót do korzeni – jest to pierwszy od czasów Peace Sells... album, którego utwory są w całości napisane przez Mustaine’a (z wyjątkiem utworu Promises), a na okładce pojawił się ponownie Vic Rattlehead, niewidziany tam od Rust In Peace.
W czerwcu zespół wyrusza w ogólnoświatową trasę The World Needs a Hero, a następnie, we wrześniu rusza w tournée po Ameryce. Z dwóch ostatnich koncertów w Arizonie wydane zostaje Rude Awakening. W pierwotnej wersji materiał na DVD miał być zarejestrowany w Argentynie, ale po wydarzeniach 11 września ostatecznie pokazane zostają koncerty w Phoenix i Tucson – jak się wkrótce okaże, dwa ostatnie przed zawieszeniem działalności zespołu.
9 października światło dzienne ogląda Megadeth: VH1 Behind The Music – nagrany na DVD i video wywiad i dokument o Megadeth.

### Zawieszenie działalności zespołu (2002–2004)
W styczniu 2002 roku Mustaine podczas pobytu w centrum medycznym w Teksasie (w celu usunięcia kamicy nerkowej) ulega wypadkowi: podczas snu odcina dopływ krwi do bicepsa lewej ręki, co kończy się uszkodzeniem nerwu dłoni. Muzyk nie jest w stanie grać na gitarze, oznajmia, że rekonwalescencja zajmie mu około rok.
W lutym ukazuje się zremasterowana wersja Killing Is My Business... and Business Is Good!, w kwietniu koncertowe wydawnictwo Rude Awakening.
3 kwietnia Megadeth oficjalnie przestaje istnieć. Mustaine wyprzedaje swój sprzęt i materiały związane z zespołem.
W celu wypełnienia zobowiązań kontraktowych z wytwórnią Sanctuary Records, we wrześniu zostaje wydany album koncertowy Still Alive... And Well?, zawierający 6 utworów z The World Needs A Hero i 6 dotychczas niepublikowanych nagrań z koncertów.

### The System Has Failed, Gigantour(2004–2006)

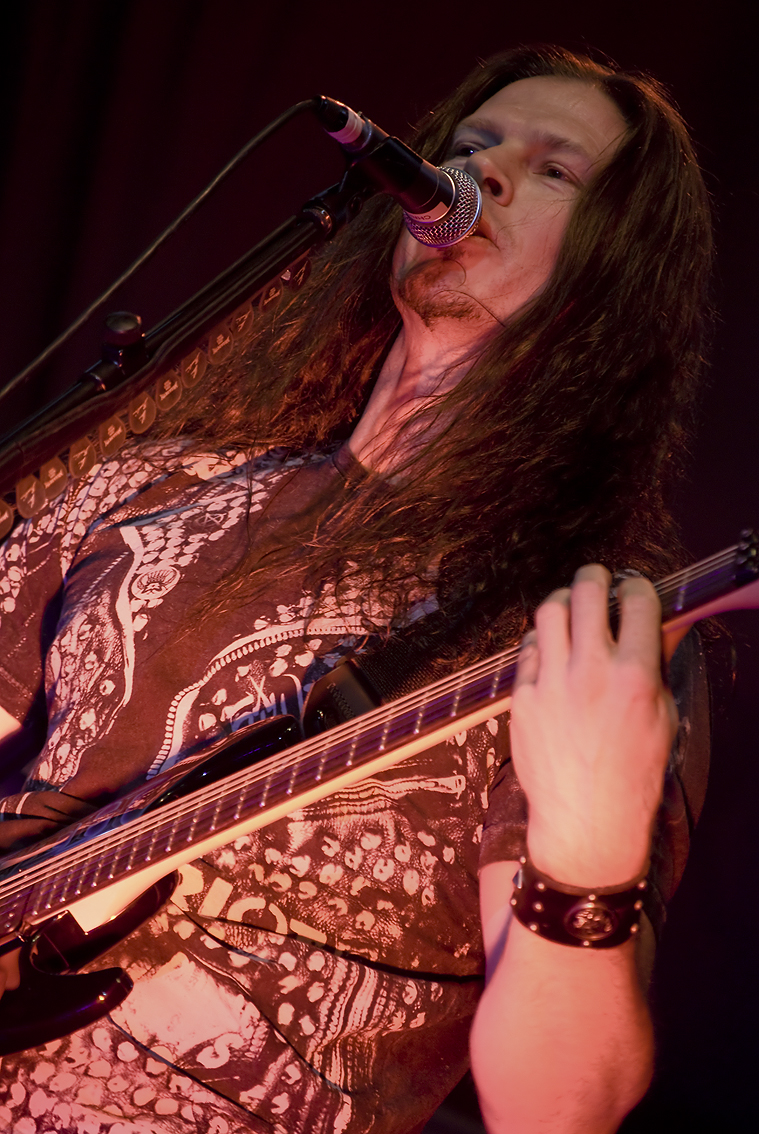
Chris Broderick podczas koncertu
10 marca 2009 roku

Mustaine po roku rehabilitacji swojej ręki (z użyciem m.in. terapii elektrowstrząsowej), u której wystąpił niedowład, wraz z Vinniem Colaiutą i Jimmym Sloasem rozpoczyna pracę nad nowym albumem. Pierwotnie miał to być album solowy, jednak ze względu na zobowiązania wobec wydawców (w tym m.in. EMI – wydawcę Megadethu w Europie), Dave ogłasza wielki powrót Megadeth. Przed wydaniem albumu próbuje nawiązać kontakt z niektórymi dotychczasowymi członkami zespołu, którzy czasowo dołączają do zespołu (Chris Poland, Nick Menza) lub nie dołączają w ogóle (David Ellefson, Marty Friedman). Wskutek tego Mustaine zmuszony jest sformować nowy skład zespołu.
Album The System Has Failed zostaje wydany 14 września 2004 roku przez Sanctuary Records, wskakując na 18. pozycję w Billboard Top 200, i zyskując ogromne uznanie wśród fanów i krytyków muzycznych. Zespół w nowym składzie (Dave Mustaine, James MacDonough, Glen Drover i Shawn Drover) w październiku 2004 roku wyrusza – według Mustaine’a – na ostatnią trasę koncertową w swej historii, po której lider grupy chce skoncentrować się na karierze solowej.
W czerwcu 2005 roku, na rynek wychodzi album składankowy Greatest Hits: Back to the Start. Kilka miesięcy później, frontman grupy Dave Mustaine zorganizował festiwalową trasę koncertową Gigantour. W jej pierwszej edycji (poza Megadethem) udział wzięli m.in. Anthrax, Fear Factory, Dream Theater i Nevermore.
Rok po rozpoczęciu trasy koncertowej Blackmail The Universe Tour, 9 października 2005 roku podczas koncertu Megadeth w Buenos Aires, uwiecznionego na wydanym w 2007 roku albumie koncertowym That One Night, Mustaine ogłasza decyzję o kontynuowaniu działalności zespołu. W styczniu 2006 roku miejsce Jamesa MacDonougha w zespole zajmuje James LoMenzo. W nowym składzie zespół wziął udział w drugiej edycji Gigantouru i rozpoczął pracę nad kolejnym albumem.

### United Abominations(2006–2008)
W maju 2007 roku ma miejsce zaplanowana pierwotnie na koniec 2006 roku premiera jedenastego albumu Megadeth, zatytułowanego United Abominations. Album debiutuje na 8. miejscu listy Billboard 200, co okazuje się najlepszym wynikiem zespołu od czasu wydania Youthanasii.
W trakcie trasy promującej krążek, gitarzysta Glen Drover zostaje zastąpiony przez Chrisa Brodericka (grającego wcześniej w Jag Panzer i Nevermore), którego Mustaine uznał za najlepszego gitarzystę w historii Megadeth.
We wrześniu 2008 roku na rynek wychodzi kolejny album „the best of”, zatytułowany Anthology: Set the World Afire.

### Endgame(2009–2010)
Zaledwie po dwóch latach ma miejsce premiera następnego dzieła Megadeth, które nosi nazwę Endgame. Trafia ono na 9. miejsce listy Billboard 200,
Główny singiel, Head Crusher, przyniósł zespołowi ósmą już nominację do Grammy Awards.
W lutym 2010 grupa, na dwudziestą rocznicę wydania płyty Rust in Peace, rozpoczyna trasę koncertową Rust in Peace 20th Aniversarry Tour. Jednocześnie do zespołu po kilkuletniej przerwie powraca basista David Ellefson, zastępując Jamesa LoMenzo.
3 września tego samego roku zostaje wydany album koncertowy Rust in Peace Live.
Pod koniec roku nowy singiel zespołu, zatytułowany Sudden Death został nominowany do 53. rozdania Grammy Awards.

### Th1rt3en(od 2011–2013)
Prace nad nowym albumem ogłoszone zostały w styczniu 2011 roku. Trwały one do końca maja. Dave Mustaine, lider grupy, 6 lipca ogłosił, że trzynasty album grupy będzie znany jako Thirteen.
7 września wydawca płyty, Roadrunner Records, opublikował listę utworów.
1 listopada 2011 roku album został wydany, producentem był Johnny K. Z albumu wyodrębniono single „Public Enemy No.1” oraz „Whose Life (Is It Anyways?)”. Pierwszy z nich został nominowany do 54. rozdania Grammy Awards w kategorii „Best Hard Rock/Heavy Metal Performance”, drugi – na 55. rozdaniu w tej samej kategorii, przegrywając z utworem zespołu Halestorm „Love Bites (So Do I)”.
Płyta zadebiutowała na 11 miejscu listy Bilboard 200 oraz uzyskała średnią ocen na Metacritic równą 73%, zyskując w większości pozytywne opinie recenzentów.
11 września 2012 roku, zespół zapowiedział ponowne wydanie Countdown to Extinction z okazji jego 20-lecia. Dodatkowo zespół zapowiedział trasę upamiętniającą rocznicę, na której cała płyta była grana w całości, tak jak miało miejsce z okazji 20-lecia Rust in Peace w 2010.

### Super Collider
22 września 2012 zespół poinformował, że chciałby wrócić do studia z producentem Johnym’m K., by nagrać swój czternasty album.
18 grudnia 2012 perkusista Megadeth, Shawn Drover ogłosił na portalu Twitter, że zespół zaczął nagrywać utwory na nowy album.
Dave Mustaine zapowiedział album na wiosnę 2013. W Wigilię, Mustaine ogłosił, że trzy nowe utwory są już zarejestrowane i prawie skończone.
W wywiadzie na NAMM 2013, Dave Mustaine ogłosił, że drogi Megadeth i wytwórni Roadrunner Records rozchodzą się, zaś 12 lutego tego roku wyjawił, że premiera czternastego albumu „Super Collider” zaplanowana jest na 4 czerwca 2013.
Czternasty krążek Megadeth jest pierwszym wyprodukowanym przez nową wytwórnię Mustaine’a – Tradecraft, dystrybucją zajął się Universal Music Group.
23 kwietnia 2013 „Super Collider” został wypuszczony jako singiel dostępny na iTunes. 18 maja za pośrednictwem Twittera udostępniono kolejny utwór z płyty, „Kingmaker”. Płyta zadebiutowała na 6 miejscu listy Billboard 200.
12 kwietnia 2014 roku miał miejsce występ lidera Megadeth z orkiestra symfoniczną w San Diego.

### Dystopia
Koniec 2014 roku był trudny dla zespołu. Powodem tego było odejście gitarzysty Chrisa Brodericka i perkusisty Shawna Drovera. Obaj muzycy za powód odejścia podali różnice na tle artystycznym.
Przez krótką chwilę, sytuacja zespołu Mustaine’a była pod znakiem zapytania, jednakże frontman szybko zdementował te plotki i uspokoił fanów, zespół nie zakończy działalności. Megadeth poszukiwało muzyków, którzy mieli zastąpić Drovera po 10 latach gry na perkusji i Brodericka po 6 latach gry na gitarze. Fani zastanawiali się kogo nabędzie lider grupy, istniały spekulacje, że do zespołu powróci Nick Menza. Możliwość została odrzucona przez tego drugiego, gdyż nie odpowiadało mu wynagrodzenie.
Krążyły plotki, jakoby nowym nabytkiem miał być perkusista Lamb of God, Chris Adler. Początkowo Adler był muzykiem sesyjnym i nagrywał nową płytę razem z Mustainem i Ellefsonem, zwaną Dystopia. Niedługo potem Adler został pełnoprawnym członkiem Megadeth.
Nowym gitarzystą natomiast został członek zespołu Angra, Kiko Louriero. 3 kwietnia 2015 roku Mustaine i Ellefson poinformowali, że to właśnie Louriero zastąpi Chrisa Brodericka.
Praca nad Dystopią szła sprawnie, zespół wypuścił 3 single promujące nadchodzącą płytę: Fatal Illusion, Threat is Real i Dystopia.
22 stycznia 2016 roku album został ukończony i wydany. Oprócz standardowej edycji tj. płyta, można zakupić edycję rozszerzoną, która zawiera płytę, plakat, a także okulary umożliwiające użytkownikowi obejrzeć nagrane teledyski utworów z tego krążka. Dystopia została przyjęta pozytywnie, sprzedając się w 48 000 egzemplarzach na terenie Stanów Zjednoczonych już w pierwszym tygodniu. Płyta zajęła 3. miejsce US Billboard 200.
W tym samym roku ekipa Mustaine’a odbywa trasę Dystopia World Tour promującą płytę.
Zespół ogłosił trasę pożegnalną w 2026 roku.

## Teksty piosenek
Istotny był wizerunek Megadeth. Już w samej nazwie kryło się przesłanie. Nihilistyczne teksty, w których często pojawiał się motyw umierania i samobójstwa, naraził grupę na oskarżenia o uprawianie kultu śmierci, choć teksty świadczyły o czymś zupełnie innym. Grupa Megadeth często w swoich piosenkach zamieszczała przesłania polityczne. Można to usłyszeć min. w takich utworach jak: „Amerikhastan”, „Holy Wars... The punishment due”, czy „Symphony of Destruction”. Teksty piosenek zespołu często traktują też o osobistych przeżyciach Mustaine’a. Nierzadko wzbudzają kontrowersje. Zespół nie unika w swoich tekstach tematu wojny (także atomowej). Piosenka Truth be told przytacza biblijny motyw o Kainie i Ablu.

## Megadeth i popkultura
Megadeth pojawiło się w wielu filmach i programach telewizyjnych, włącznie z Simpsonami, gdzie pokazano „diepoda”, z opcjami: natychmiastowa śmierć, wolna i bolesna śmierć i „Megadeath” (Megaśmierć), Przystanek Alaska kiedy postać Shelly Tambo ogłosiła, że czyjaś rana wygląda jak okładka albumu Megadeth („Looks like a Megadeth album cover”). W Mad About You i The Drew Carey Show Dave Mustaine zagrał solówkę na scenie. W Z Archiwum X Fox Mulder nadmienił Danie Scully o Megadeth. W kreskówce Duck Dodgers zespół pojawił się w rysunkowej formie w epizodzie w 2005 roku. Odcinek nosił nazwę In Space, Nobody Can Hear You Rock. Zespół wystąpił z piosenką „Back in the Day”.
Fikcyjny kreskówkowy zespół Dethklok przyjął taką samą pozę jak Megadeth na jednym ze zdjęć grupy. O Megadeth słyszymy m.in. w Świecie Wayne’a 2, kiedy Honey Hornee (Kim Basinger) pyta Gartha (Dana Carvey) „Don’t you just love music?”, na co on odpowiada „Got any Megadeth?”. Film „The Van” Stephena Frearsa (na podstawie irlandzkiej powieści Roddy’ego Doyle’a), z Colmem Meaney i Donalem O’Kelly, zawiera ujęcie gdzie dwóch właścicieli vana z frytkami i rybą czekają na zewnątrz odbywającego się właśnie koncertu Megadeth, sprzedając fast foody przedstawicielom subkultury metalowej.
Wzmianka o zespole pojawia się także w filmie z 1991 roku, o nazwie Bill & Ted's Bogus Journey, gdzie dwóch bohaterów trafia do piekła. Bill (Alex Winter) mówi: „Ted, you know, if I die, you can have my Megadeth collection”. Bill mówi też „In School of Rock, Jack Black’s former band is named „MaggotDeth”, co jest aluzją do Megadeth. W filmie Airborne, kiedy główny bohater wchodzi do pokoju Wileya (Seth Green), można zobaczyć wielki plakat Countdown to Extinction. W telewizyjnych odcinkach Willa i Grace, Grace ma sąsiada, który pyta ją o najbardziej romantyczną piosenkę Megadeth. W filmie Cape Fear z 1991 roku, Danielle posiada plakat Megadeth zawieszony na ścianie, z okładką z albumu Rust In Peace.
Megadeth znajduje się na ścieżkach dźwiękowych do filmów: Shocker, Bill & Ted's Bogus Journey, Bohater ostatniej akcji, Tales from the Crypt Presents: Demon Knight, Super Mario Bros., i Uniwersalny Żołnierz: Powrót. Muzyka zespołu pojawia się także w grach wideo, m.in. w Ultimate Fighting Championship. Peace Sells zawarte jest w radiostacji V-Rock w grze Grand Theft Auto: Vice City, tak samo jak w grze z 2003 roku, True Crime: Streets of LA. Cover „Symphony of Destruction” pojawia się w grze z PlayStation 2, Guitar Hero, WWE SmackDown! vs. RAW 2006 i Flatout 2. Cover Hangar 18 pojawia się w grze Guitar Hero II na PlayStation 2 i Xbox 360, a Sweating Bullets pojawiło się w Guitar Hero 5. Megadeth napisało również piosenkę Gears of War na potrzeby gry o tej samej nazwie, na platformę Xbox 360. Utwór ten zawarty jest na albumie United Abominations. Podczas gry w NFL Street 3 możemy usłyszeć remiks piosenki „Symphony of Destruction”. Piosenka Peace Sells trafiła na soundtrack do Rock Band 2.

## Muzycy

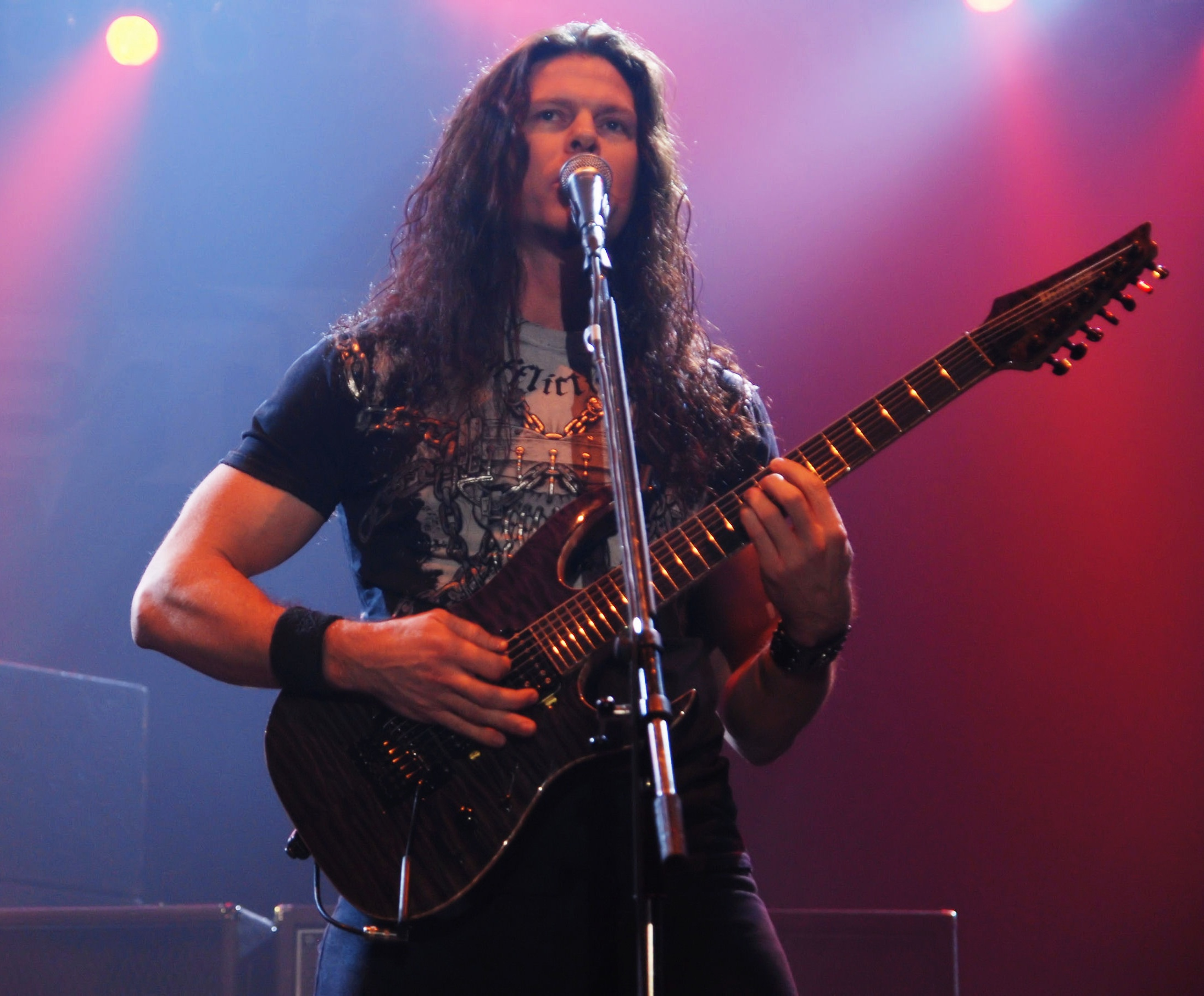
Chris Broderick

### Obecny skład zespołu
- Dave Mustaine – gitara, wokal prowadzący (od 1983)
- Teemu Mäntysaari – gitara, wokal wspierający (od 2023)
- Dirk Verbeuren – perkusja (od 2016)
- James LoMenzo – gitara basowa (od 2022)

## Dyskografia

### Albumy studyjne
- Killing Is My Business... and Business Is Good! (1985)
- Peace Sells... But Who’s Buying? (1986)
- So Far, So Good... So What! (1988)
- Rust in Peace (1990)
- Countdown to Extinction (1992)
- Youthanasia (1994)
- Cryptic Writings (1997)
- Risk (1999)
- The World Needs a Hero (2001)
- The System Has Failed (2004)
- United Abominations (2007)
- Endgame (2009)
- Thirteen (2011)
- Super Collider (2013)
- Dystopia (2016)
- The Sick, the Dying...and the Dead (2022)[44]

## Nagrody i wyróżnienia
| Rok  | Kategoria                        | Tytułem                       | Nagroda | Nota      | Źródło |
| ---- | -------------------------------- | ----------------------------- | ------- | --------- | ------ |
| 1991 | Best Metal Performance           | Rust in Peace                 | Grammy  | Nominacja | [ 45 ] |
| 1992 | Best Metal Performance           | „Hangar 18”                   | Grammy  | Nominacja | [ 46 ] |
| 1993 | Best Metal Performance           | Countdown to Extinction       | Grammy  | Nominacja | [ 47 ] |
| 1994 | Best Metal Performance           | „Angry Again”                 | Grammy  | Nominacja | [ 48 ] |
| 1995 | Best Metal Performance           | „99 Ways to Die”              | Grammy  | Nominacja | [ 49 ] |
| 1996 | Best Metal Performance           | „Paranoid”                    | Grammy  | Nominacja | [ 50 ] |
| 1998 | Best Metal Performance           | „Trust”                       | Grammy  | Nominacja | [ 51 ] |
| 2010 | Best Metal Performance           | „Head Crusher”                | Grammy  | Nominacja | [ 52 ] |
| 2011 | Best Metal Performance           | „Sudden Death”                | Grammy  | Nominacja | [ 53 ] |
| 2012 | Best Hard Rock/Metal Performance | „Public Enemy No. 1”          | Grammy  | Nominacja | [ 54 ] |
| 2013 | Best Hard Rock/Metal Performance | „Whose Life (Is It Anyways?)” | Grammy  | Nominacja | [ 55 ] |
| 2017 | Best Metal Performance           | „Dystopia”                    | Grammy  | Laur      | [ 4 ]  |